# Mnemoteknik
Mnemoteknik (Mnemonik) (av grekiska mneme, "minne", och techne, "konst"), minneskonst eller konstteori för minnet, är läran om lämpligaste sättet att utveckla minnet och genom avsiktligt bildade idéassociationer underlätta inlärandet och bevarandet av minneskunskaper. Dess historia kan föras tillbaka till sofisten Simonides från Keos, men måhända hade redan Pythagoras och hans lärjungar övat minneskonst, liksom sannolikt långt förut liknande försök gjorts både i Indien och i Egypten. 
I de grekiska och romerska retorskolorna undervisades i minneskonst, och författare, sådana som Cicero och Quintilianus, vitsordar på grund av egen erfarenhet den praktiska nyttan av dess metoder. Den antika mnemoniken var topologisk, det vill säga den sökte underlätta erinringen genom att binda minnesbilderna vid vissa ställen eller föremål i ett rum eller på en talarplats, så att man vid tanken på detta rum eller vid åsynen av de eller de föremålen skulle ha lätt att genom idéassociation i bestämd ordning framkalla de önskade minnena. Under medeltiden, då minneskunskaperna tillmättes så stort värde, omfattades naturligtvis minneskonsten med stort intresse. Man hade då till exempel en versifierad
universalgrammatik, minnesverser för logikens regler och så vidare, och av Roger Bacon finns i Oxford en handskrift om minneskonsten. 
De minnestekniker som ofta används innefattar associering av emotionellt starka minnesbilder för visualiserade platser, associationer mellan olika grupper av bilder eller stöd i form av grafiskt schema eller notation, samt associering av text med bilder. Associationer anses vara av avgörande betydelse för utövandet av minneskonsten. Det anses emellertid att minnesassociationer är idiosynkratiska, d.v.s. det som fungerar för en person kommer inte automatiskt att fungera för alla. Av detta skäl är de associationsbilder som ges i olika minnestexter vanligtvis avsedda som exempel och är inte tillämpbara i alla situationer.

## Tekniker
Ett antal olika minnestekniker används och dessa kan grupperas i:
- Minnestekniken loci, en teknik baserad på fysiska platser
- Grafiska minnestekniker, baserade på ickefysiska abstrakta platser
- Textbaserade minnestekniker, baserade på själva texten som ska memoreras